# Settetto
In musica, il settetto o settimino è un complesso musicale di sette esecutori o una composizione musicale per tale organico. Per identificare il titolo originale di alcuni lavori per settimino si mutuano espressioni straniere come Septett dal tedesco, septuor dal francese e septet dall'inglese.

## Musica colta

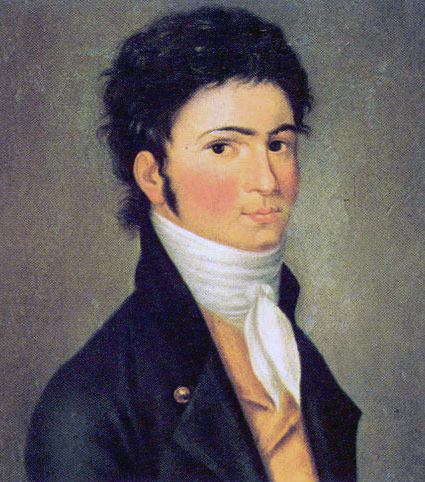
Beethoven all'epoca della composizione del Settimino in mi bemolle maggiore, che rese celebre il genere.

Uno dei settetti più famosi della musica colta è il Settimino in mi bemolle maggiore, Op. 20, di Ludwig van Beethoven, composto fra il 1799 e il 1800 per clarinetto, fagotto, corno, violino, viola, violoncello e contrabbasso. La popolarità di questo settimino ha reso la sua combinazione di strumenti un modello per i compositori successivi, quali Konradin Kreutzer (nella sua Op. 62 del 1822), Franz Berwald, Adolphe Blanc (nella sua Op. 40 del 1864 ca.) e, con piccole modifiche alla strumentazione, Franz Lachner (1824) e Max Bruch (1849). Quando Franz Schubert aggiunse un secondo violino nel 1824, creò quello che poi divenne l'ottetto canonico e influenzò molto altri compositori a lui seguiti.
Sulla scia di questa tradizione, Camille Saint-Saëns scrisse nel 1881 il Settimino in mi bemolle maggiore, Op. 65, per tromba, pianoforte, quartetto d'archi e contrabbasso. Il compositore moderno Bohuslav Martinů scrisse tre settimini: il primo, un gruppo di sei danze chiamato Les Rondes per oboe, clarinetto, fagotto, tromba, due violini e pianoforte (1930); il secondo, la Serenata n. 3 per oboe, clarinetto, quattro violini e violoncello (1932); il terzo, una Fantasie per theremin, oboe, pianoforte e quartetto d'archi (1944). Darius Milhaud scrisse un Settetto d'archi nel 1964 per sestetto d'archi e contrabbasso. Paul Hindemith compose un Settetto di fiati nel 1948 per flauto, oboe, clarinetto, clarinetto basso, fagotto, corno e tromba. Hanns Eisler scrisse due settimini, entrambi per flauto, clarinetto, fagotto e quartetto d'archi: il Settimino n. 1 Op. 92a ("Variations on American Children's Songs", Variazioni su delle canzoni americane per bambini del 1941) e il Settimino n. 2 ("Circus", Il Circo del 1947, ispirato all'omonimo film di Chaplin del 1928). Due composizioni della serie Chôros del brasiliano Heitor Villa-Lobos sono strumentate per sette strumenti: la n. 3 del 1925, "Pica-páo" (Picchio), per clarinetto, fagotto, sassofono, tre corni e tromboni (o in alternativa per coro maschile o per entrambi), e la n. 7 del 1924, in portoghese proprio "Settimino", per flauto, oboe, clarinetto, sassofono, fagotto, violino e violoncello (con tam-tam ad lib.).
Ci sono molti lavori novecenteschi per sette strumenti per i quali è inappropriato l'uso del termine "settetto" o "settimino": taluni perché non rappresentano musica da camera, altri poiché con titoli che vogliono altrimenti. Alcuni esempi sono l'Introduzione e allegro di Maurice Ravel (1905), la Musica per sette strumenti ad arco di Rudi Stephan (1911), il Concertino di Leoš Janáček (1925), la Suite, Op. 29 di Arnold Schönberg (1925–26), la Musica per sette strumenti di Isang Yun (1959), Reflexionem di Aribert Reimann (1966) e il canone per sette strumenti uguali In motu proprio di Dieter Schnebel (1975).

### Settetti di musica colta
Con la stessa strumentazione di Beethoven o simile:
- Ludwig van Beethoven: Settetto in mi bemolle maggiore, op. 20 per clarinetto, fagotto e corno, violino, viola violoncello e contrabbasso
- Konradin Kreutzer: Settetto in mibemolle maggiore, op. 62 per clarinetto, fagotto e corno, violino, viola violoncello e contrabbasso
- Franz Berwald: Settetto in si bemolle maggiore (1828) per clarinetto, corno, fagotto, violino, viola violoncello e contrabbasso
- Max Bruch: Settetto, op. posth. per clarinetto, fagotto e corno, due violini, violoncello e contrabbasso

Con soli archi:
- Rudi Stephan: Musica per sette strumenti ad arco
- Richard Strauss: Metamorphosen, versione originale ricostruita per due violini, due viole, due violoncelli e contrabbasso

Con soli fiati:
- Paul Hindemith: Settetto per fiati (1948) per flauto, oboe, clarinetto, clarinetto basso, fagotto, corno e tromba

Con archi, fiati e tastiera o arpa:
- Camille Saint-Saëns: Settetto per tromba, pianoforte, due violini, viola, violoncello e contrabbasso
- Maurice Ravel: Introduzione e allegro per arpa, flauto, clarinetto e quartetto d'archi
- Charles Koechlin: Sonata a sette op. 221 per oboe, flauto, arpa e quartetto d'archi
- Hanns Eisler: Suite n. 1 per settetto, op. 92a e Settetto n. 2, "Circus" per flauto, oboe, arpa (o clavicembalo) e quartetto d'archi
- Igor' Fëdorovič Stravinskij: Settetto (1953) per clarinetto, corno, fagotto, violino, viola, violoncello e pianoforte
- John Cage: Seven (1988) per flauto, clarinetto, percussioni, violino, viola, violoncello e pianoforte

Altre composizioni per sette esecutori:
- Wolfgang Amadeus Mozart: Divertimento n. 11, KV 251, "Nannerl-Septett" per oboe, due violini, viola, basso e due corni
- Morton Feldman: False Relationships and the Extended Ending per violino, violoncello, trombone, tre pianoforti e carillon
- Morton Feldman: The Straits of Magellan per flauto, corno, tromba, chitarra elettrica, arpa, pianoforte e contrabbasso
- Morton Feldman: For Frank O'Hara (1973) per flauto, clarinetto, due percussionisti, pianoforte, violino e violoncello
- John Cage Seven2 (1990) per flauto basso, clarinetto basso, trombone basso, due percussionisti, violoncello e contrabbasso

## Popular music
Nel jazz un settetto è un qualsiasi complesso di sette strumenti, dove sono solitamente compresi batteria, contrabbasso, basso elettrico, e gruppi di uno o due strumenti scelti fra chitarra, pianoforte, tromba, sassofono, clarinetto e trombone.